# New-age
|  | Aquest article tracta sobre el moviment social. Si cerqueu el gènere musical, vegeu «Música new-age». |

Icona de la new-age, amb símbols típics com el dofí, les estrelles i l'arc de sant martí

New-age és el nom d'un moviment social que barreja espiritualitat, esoterisme i reinterpretacions de la filosofia oriental per crear un estil de vida alternatiu, basat en la calma, l'autoconeixement i la connexió amb el cosmos. El nom ve de l'era d'aquari, una nova etapa en astrologia que es fa servir com a símbol de canvi vital i social. Aquest moviment té múltiples tendències internes, va sorgir a mitjan anys seixanta i es va estendre per Occident. Ha creat el seu propi estil musical, reivindica la medicina alternativa i el retorn d'algunes idees hippies. Es concep la persona com un tot (holisme), fugint de la separació entre la ment i el cos.
Respecte les causes del triomf d'aquestes religions existeixen creences falses com que als integrants els renten el cervell, els apliquen una persuasió coercitiva i que els controlen el pensament.
Són grups de religions (sectes) producte de l'era d'aquari, que a l'astrologia es considera una era on la consciència dels humans s'expandirà i es descobriran nous poders espirituals i les religions oficials entraran en decadència i desapareixeran.

## Història
El new-age va aparèixer a la dècada del 1960 als Estats Units d'Amèrica associat a la Contracultura. A principis de la dècada del 1970 aparegué un moviment antisecta contra aquests grups religiosos.
A Argentina el moviment va aparèixer a partir de la dècada del 1990.
Dins l'Estat Espanyol destaca l'arribada i difusió del llibre Hercólubus o el planeta rojo de V.M. Rabolú (àlies d'un colombià anomenat Joaquín Enrique Amórtegui Valbuena) que tracta sobre l'arribada del planeta Hercólubus i defensa una doctrina new-age.

## Manera de pensar
Els seguidors del moviment new-age afirmen que hi ha una realitat més enllà del món físic, identificada amb l'ànima o energia vital, que cal connectar amb l'univers, en una visió panteista del món, on tot té vida i esperit (pansiquisme). Cada persona ha de buscar el seu propi camí per trobar aquesta connexió, a partir de la meditació o la música.
És freqüent la creença en l'homeopatia, l'astrologia i la intuïció com a mitjà de coneixement. També abunden els defensors de l'ecologisme i el vegetarianisme i la crítica als valors dominants al sistema capitalista. Reivindiquen la saviesa de les tribus indígenes, utilitzant els seus remeis medicinals o els seus ritus. fet molt criticat per alguns dels nadius per apropiació cultural i per reduir-los a determinats aspectes cridaners sense tenir en compte tota la cosmovisió que inclouen.

## Classificació de les religions new-age
Prat Carós classifica les diverses seccions o grups que estan agrupades pel terme new-age de la següent manera:
- Grups d'inspiració oriental
- Grups d'inspiració cristiana
- Grups centrats en el creixement personal i l'autorealització